# Arete (retorik)
Arete är ett grekiskt ord som brukar översättas dygd eller duglighet. Inom retoriken innebär arete att en talare skall visa goda moraliska egenskaper för att skapa ett trovärdigt ethos. 

## Historia
Den klassiska retoriken har ställt krav på hur en talare skall väcka trovärdighet. Talaren ska ha eller ge sken av att ha tre egenskaper: fronesis (gott omdöme), arete (goda moraliska egenskaper) och eunóia (välvilja gentemot publiken). Det är genom dessa färdigheter som en talare blir vir bonus dicendi peritus, vilket innebär att inte bara vara tekniskt utan även socialt kompetent och därmed framstå som retoriskt fullmyndig. De goda moraliska egenskaperna var välkända redan under antiken och än idag uppfattas samma egenskaper som svar på en person med god moral. Var och en av dessa egenskaper utgör en dygd, eller en arete, om man vill använda det grekiska ordet. Det kan vara svårt att definiera vad som innebär att vara en god människa, men idag finns det en kontinuitet i vad vi uppfattar som berömvärt och det är bland annat att vara modig, rättrådig, klok eller måttfull. Dessa fyra egenskaper kallades av de antika filosoferna för de fyra kardinaldygderna.

## Att visa goda moraliska egenskaper
Idag uppfattar vi goda moraliska egenskaper olika beroende på vilken kultur vi tillhör. I amerikansk politik är det exempelvis viktigt att prioritera familjen. Trots detta värderas kardinaldygderna fortfarande högt och likaså andra egenskaper som ärlighet, vänfasthet, generositet, gästfrihet och självkontroll. En viktig aspekt från vår kultur är att vi som talare måste visa publiken att vi besitter dessa egenskaper, utan att säga det rakt ut. Till skillnad från den klassiska Aten har vi i Sverige ett krav på att talaren skall visa blygsamhet. Den stora utmaningen är alltså att framställa sin goda karaktär utan att uppfattas som skrytsam, för i vår kultur bör vi framstå som alla andra, och inte sticka ut, för att uppfattas som en god människa.